# Talaat Pacha
Mehmet Talaat Pacha, né le 1er septembre 1874 à Kardjali et mort le 15 mars 1921 à Berlin, en Allemagne, est un homme d'État ottoman, grand vizir et principal responsable de la politique de l'Empire ottoman de 1913 à 1918. Il est un des leaders du mouvement Jeunes-Turcs et le premier grand maître de la Grande Loge de Turquie.
Il est le principal organisateur du génocide arménien. On lui attribue l'ordre de « tuer tous les hommes, femmes et enfants arméniens sans exception ». Condamné à mort par contumace par la cour martiale de Constantinople en 1919 pour son rôle au cours du génocide arménien, il est assassiné deux ans plus tard lors de l'opération Némésis.

## Jeunes années
Mehmet Talaat, né dans une famille aux origines tzigane et pomak à Kărdžali (en turc Kırcaali, à l'époque dans le vilayet d'Andrinople) en 1874, était le fils d'un membre important de l'armée ottomane. Sa position dans la société lui permit de recevoir une éducation de haut niveau. Il était diplômé du Collège d'Edirne. Il rejoint ensuite l'équipe de la compagnie de télégraphe d'Edirne, puis, entre 1898 et 1908, fut facteur à la Poste de Salonique avant d'en devenir le directeur.

## Du progressisme au génocide

### Talaat progressiste
Talaat est arrêté en 1893 pour activités politiques subversives. Il était activement impliqué dans le mouvement de résistance contre le régime despotique du Sultan Abdülhamid II. Relâché deux ans plus tard, il fut désigné chef secrétaire des postes et télégraphes à Thessalonique et rendit d'importants services à la cause des Jeunes-Turcs.
En 1908, Talaat fut banni pour avoir été membre du Comité d'Union et Progrès (noyau du mouvement des Jeunes-Turcs). Après la révolution des Jeunes-Turcs en 1908, cependant, il devint député d'Adrianople (Edirne) au Parlement ottoman, et en juillet 1909, fut nommé ministre de l'Intérieur (en). Il devint Ministre des Postes, puis secrétaire général du Comité d'Union et Progrès en 1912.
Talaat était affilié à la franc-maçonnerie depuis 1903, d'abord à la loge Macedonia Risorta, avec les membres de son parti puis à la loge Veritas, à Salonique. Il grimpa rapidement les échelons et fut le premier grand maître (ou président) de la Grande Loge de Turquie en 1909 (de Rite écossais ancien et accepté). Il prend à ce moment-là place parmi les fondateurs de la Loge de la Patrie à Constantinople en 1910.
Durant son mandat, il répondit ainsi aux injures dirigées contre lui : « On m'accuse d'être franc-maçon. Oui, je suis maçon, j'ai accepté la franc-maçonnerie pour le bonheur de l'humanité, tout comme j'ai embrassé le Bektachisme en tant que voie de choix nationaliste... ».
En effet, Talaat Pacha n'avait pas caché à ses amis que son dessein premier était d'établir une « franc-maçonnerie musulmane »

### Talaat nationaliste
Il semble qu'entre 1910 et 1913, période qui correspond aux importantes pertes territoriales ottomanes lors des guerres balkaniques, Talaat Pacha ait changé de position, devenant, comme beaucoup de Jeunes-Turcs de sa génération dont Mustafa Kémal Pacha, de plus en plus nationaliste et se laissant séduire par l'idéologie panturquiste. Il analyse de plus en plus cyniquement la situation politique et conclut que pour sauver l'Empire il faut « annihiler » les populations chrétiennes et notamment arméniennes.
Après l'assassinat du Premier ministre Mahmoud Chevket Pacha en juillet 1913, Talaat Pacha redevint ministre de l'Intérieur. Talaat, avec Enver Pacha et Djemal Pacha, forme le groupe dit des Trois Pachas. Ces trois hommes dirigent le gouvernement ottoman depuis ce moment jusqu'en octobre 1918, peu avant la fin de la guerre. Dès 1914, de nombreux rapports de diplomates, notamment allemands, soupçonnent Talaat de projeter l'anéantissement des Arméniens.[réf. souhaitée]

### Talaat responsable du génocide arménien
Après le début du génocide arménien en 1915, malgré les démentis du ministre, les ambassadeurs allemands et austro-hongrois, pourtant alliés de l'Empire ottoman, ne doutent plus de son double jeu et de ses mensonges. En privé, Talaat, intéressé par les assurances américaines souscrites par les Arméniens, confie à l'ambassadeur américain Morgenthau : « Je vous ai demandé de venir aujourd'hui, désirant vous expliquer notre attitude à l'égard des Arméniens ; elle est basée sur trois points distincts : en premier lieu, les Arméniens se sont enrichis aux dépens des Turcs ; secondement, ils ont résolu de se soustraire à notre domination et de créer un État indépendant ; enfin ils ont ouvertement aidé nos ennemis, secouru les Russes dans le Caucase et par là causé nos revers. Nous avons donc pris la décision irrévocable de les rendre impuissants avant la fin de la guerre. Nous avons déjà liquidé la situation des trois quarts des Arméniens ; il n'y en a plus à Bitlis, ni à Van, ni à Erzurum. La haine entre les deux races est si intense qu'il nous faut en finir avec eux, sinon nous devrons craindre leur vengeance. »
Contrairement aux massacres hamidiens de 1894-1896 où le sultan laissait ses délégués régler les détails, le génocide de 1915 fut parfaitement organisé. Aidé d'Enver, qui avait habité quelques années à Berlin, et de conseillers coutumiers des administrations européennes, Talaat fit des massacres une véritable organisation étatique. Durant les déportations d'Arméniens depuis les provinces de l'Est vers le désert de Mésopotamie, il donne l'ordre de massacrer la plupart des colonnes de déportés à Kémagh-Boghaz, sur l'Euphrate, et compte sur la fatigue, l'épuisement, la faim et la soif pour l'extermination de celles qui arrivèrent jusqu'en Syrie.
Aujourd'hui, les Arméniens le dénomment le Hitler turc.
En 1917, Talaat devint grand vizir, mais démissionne le 14 octobre 1918, alors que les Anglais prennent les villes de Jérusalem et Bagdad. Une semaine plus tard, le gouvernement ottoman cède devant les Alliés et signe un armistice à Moudros sur l'île de Lemnos.

## Condamnation, assassinat et réhabilitation officieuse en Turquie
La guerre perdue, les « trois pachas » Talaat Pacha, Enver Pacha et Djemal Pacha fuient à Berlin. Tous trois sont condamnés à mort par contumace le 5 juillet 1919 par la Cour martiale de Constantinople lors du procès des membres du Comité central du mouvement Jeunes-Turcs pour leur implication dans le génocide arménien.
Le 15 mars 1921, Talaat Pacha est tué dans la rue à Berlin par Soghomon Tehlirian, rescapé arménien du génocide, membre de l'opération Némésis, par la suite acquitté. Il est inhumé au cimetière turc de Berlin.
La condamnation de Talaat Pacha n'a jamais été officiellement remise en cause par la République de Turquie, État successeur de l'Empire ottoman. Celle-ci, toutefois, obtint en 1943 de l'Allemagne nazie de transférer la dépouille de Talaat Pacha de Berlin à Istanbul, où il est inhumé à Şişli, et fit publier ses Mémoires de guerre posthumément. Un mausolée lui est dédié à Istanbul, ainsi qu'un important quartier. Un des principaux boulevards d'Ankara, un grand boulevard d’Izmir et une avenue d'Edirne, l'ex-Andrinople, portent son nom. C'est par cette dernière avenue que l'on entre en Turquie à partir de la Bulgarie et de l'Union européenne.